# Cudrefin
Cudrefin is een gemeente en plaats in het Zwitserse kanton Vaud en maakt sinds 1 januari 2008 deel uit van het district Broye-Vully. Voor 2008 maakte de gemeente deel uit van het toenmalige district Avenches. Cudrefin telt 967 inwoners.

## Geboren
- Louise Cornaz (1850-1914), schrijfster en redactrice

## Overleden
- Louise Cornaz (1850-1914), schrijfster en redactrice